# Ostatnia wola
Ostatnia wola. Komedia w trzech aktach, prozą – trzyaktowa komedia Aleksandra Fredry.

## Opis
Sztuka została napisana w 1867, o czym świadczy data umieszczona na rękopisie. Autograf utworu nie zachował się. Zachowała się natomiast niepełna rękopiśmienna kopia, przechowywana obecnie w Bibliotece Narodowej, zawierająca wcześniejszą wersję sztuki niż ostatecznie wydrukowana. Po śmierci autora komitet zajmujący się jego spuścizną zaliczył sztukę do najlepszych i przeznaczył do wystawienia w 1879. Premiera odbyła się jednak już 21 września 1878 w Krakowie, zaś we Lwowie wystawiono ją 11 listopada 1878. Drukiem sztuka ukazała się po raz pierwszy w 1880 w tomie VIII pośmiertnego wydania dzieł Fredry (s. 113–187). Od połowy XX w. sztuka miała przynajmniej pięć inscenizacji, w tym w 1968 spektakl w Teatrze Telewizji (reż. Halina Dzieduszycka) i w 1976 w Teatrze Polskiego Radia (reż. Zdzisław Tobiasz).

## Treść
Sędziwy generał Zielski wzywa krewnych do swojego majątku. Gdy krewni zjeżdżają, okazuje się, że generał zmarł w drodze. Stopniowo odkrywane są trzy jego testamenty, każdy o innej treści. Po ujawnieniu każdego testamentu chciwi krewni zmieniają swoje zamiary i usposobienie, m.in. zrywając zaręczyny i zmieniając plany matrymonialne. Ostatnia wola Fredry przypomina komedię Adolfa Belota i Edmunda Villetarda Testament Cezara Girodota z 1859.

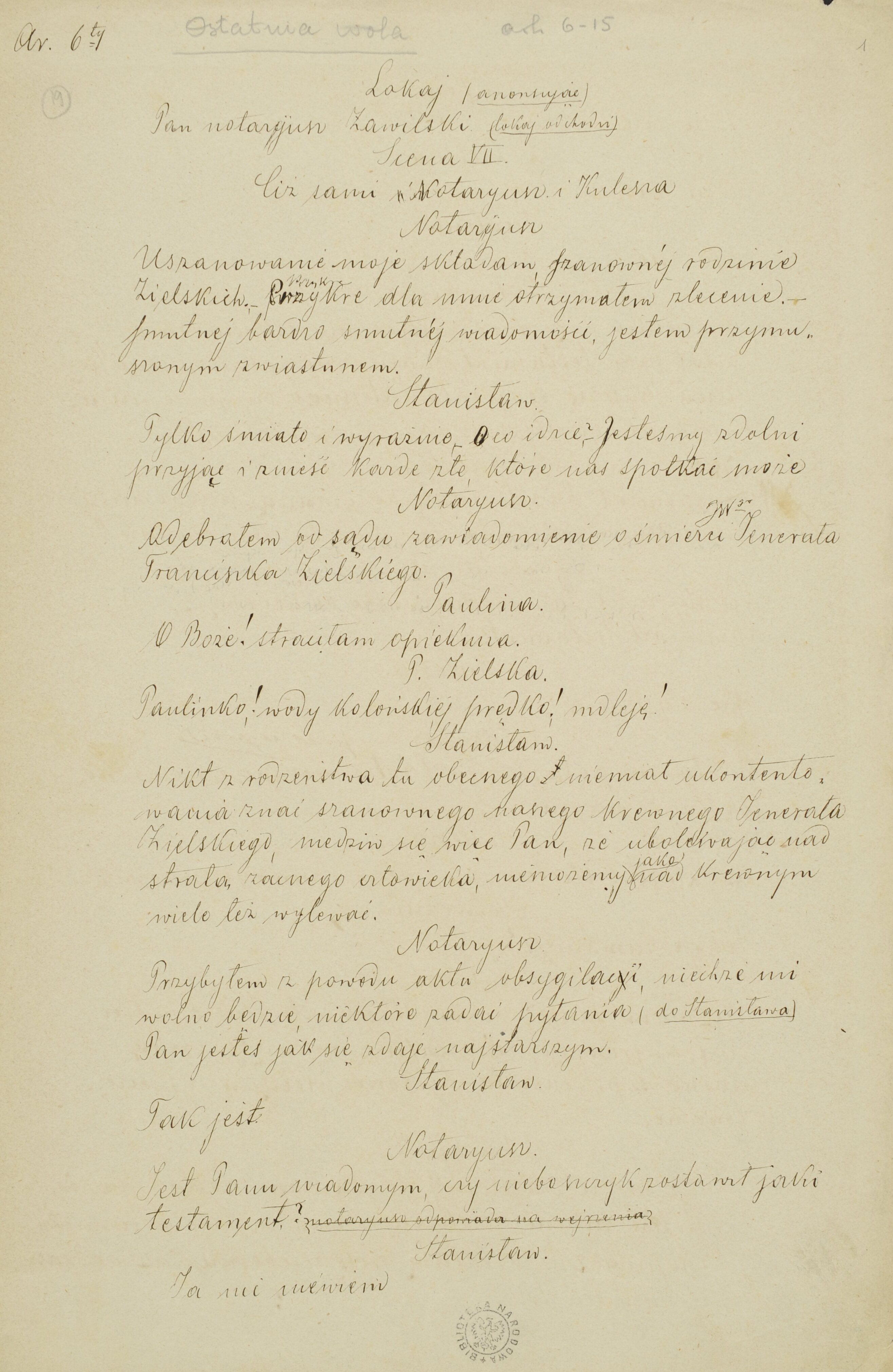
Rękopis sztuki